# Венсан Ротьє
Венса́н Ротьє́ (фр. Vincent Rottiers; нар. 17 червня 1985, Еврі, Ессонн, Франція) — французький актор.

## Біографія
Венсан Ротьє народився 17 червня 1986 року в Еврі, департамент Ессонн у Франції. Його брат — актор Кевін Азіз. Дебютував у кіно 15-річним, знявшись у 2002 році в «Дияволах» режисера Крістофа Ружіа. Відтоді з'явився майже у 40-а кіно-, телефільмах та серіалах.
Серед найкращих ролей Венсана Ротьє — Лукас у фільмі «Пасажир» (реж. Ерік Каравака, 2005) і Тома у фільмі режисерів Клода і Натана Міллерів «Я щасливий, що моя мати жива» (2009). За обидві ролі у цих стрічках актора було номіновано на премію «Сезар» у категорії «Найперспективніший актор».
У 2012 році Венсан Ротьє знявся у біографічному фільму Жиля Бурдо про Огюста Ренуара «Ренуар. Останнє кохання», де зіграв сина видатного художника, майбутнього кінорежисера Жана Ренуара.
Ротьє зіграв головні ролі у фільмах «Острів скарбів» (2007, за романом Стівенсона) та «Світ належить нам» (2012). Серед інших відомих кіноробіт — ролі у фільмах «Глюк» (2004), «Близькі вороги» (2007), «Піна днів» (2013) та «Діпан» (2015, реж. Жак Одіар). За роль Брагіма в «Діпані» актора було втретє номіновано на «Сезара» 2016 року, цього разу як найкращого актора в ролі другого плану.

## Фільмографія (вибіркова)

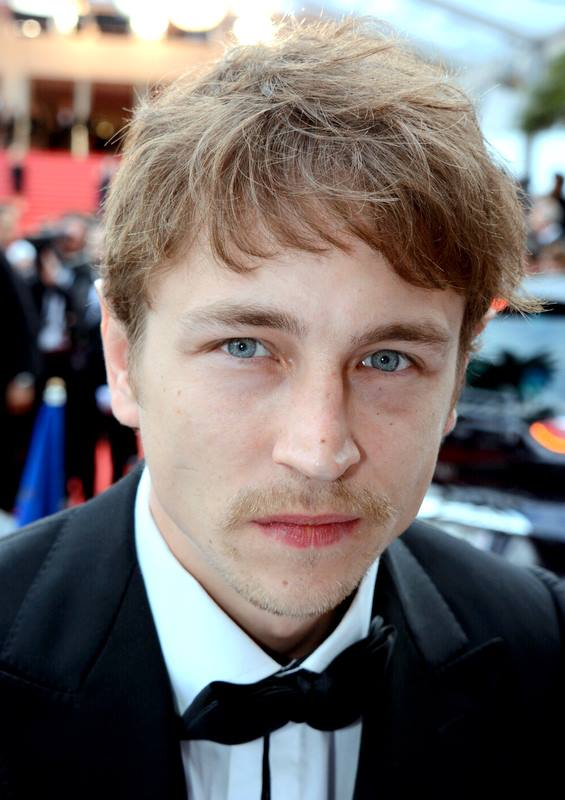
На Каннському кінофестивалі, 2015

| Рік  |    | Українська назва             | Оригінальна назва                        | Роль                            |
| ---- | -- | ---------------------------- | ---------------------------------------- | ------------------------------- |
| 2002 | ф  | Дияволи                      | Les diables                              | Жозеф                           |
| 2004 | тф | Клас патенту                 | La classe du brevet                      | Ремі                            |
| 2004 | ф  | Глюк                         | Narco                                    | Кевін                           |
| 2004 | ф  | Мій ангел                    | Mon ange                                 | Біллі                           |
| 2005 | ф  | Будинок Ніни                 | La maison de Nina                        | Габріель                        |
| 2005 | ф  | Пасажир                      | Le passager                              | Люка                            |
| 2006 | ф  | Два життя змії               | Les deux vies du serpent                 | П'єр                            |
| 2007 | ф  | Острів скарбів               | L'île aux trésors                        | Джим Гокінс                     |
| 2007 | тф | Випадок Саша Гітрі           | L'affaire Sacha Guitry                   | Жан                             |
| 2007 | ф  | Близькі вороги               | L'ennemi intime                          | Лефранк                         |
| 2008 | ф  | Жінки-агенти                 | Les femmes de l'ombre                    | Едді                            |
| 2008 | кф | 664 км                       | 664 km                                   | Давид                           |
| 2009 | кф | Інстинктивний                | Instinctif                               | Жером                           |
| 2009 | ф  | Спочатку                     | À l'origine                              | Ніколя                          |
| 2009 | ф  | Нам би лише день вистояти... | Qu'un seul tienne et les autres suivront | Александр                       |
| 2009 | ф  | Я щасливий, що моя мати жива | Je suis heureux que ma mère soit vivante | Тома Жуве у 20 років            |
| 2009 | ф  | Варта порядку                | Gardiens de l'ordre                      | Жан, син депутата               |
| 2009 | с  | Історії життів               | Histoires de vies                        | Янн Руссо                       |
| 2011 | ф  | Перед світанком              | Avant l'aube                             | Фредерік Буасьє                 |
| 2011 | ф  | Кохання і садна              | Love and Bruises                         | Ерік                            |
| 2011 | ф  | Остання зима                 | L'hiver dernier                          | Йоганн                          |
| 2011 | ф  | У замішанні                  | Dans la tourmente                        | охоронець з німецькою вівчаркою |
| 2012 | кф | Караван минулого             | La dernière caravane                     | Арно                            |
| 2012 | ф  | Ренуар. Останнє кохання      | Renoir                                   | Жан Ренуар                      |
| 2012 | ф  | Хроніки шкільного двору      | Chroniques d'une cour de récré           | Мусташ                          |
| 2012 | ф  | Світ належить нам            | Le monde nous appartient                 | Пуга                            |
| 2013 | ф  | Піна днів                    | L'écume des jours                        | вірянин                         |
| 2013 | ф  | Марш                         | La marche                                | Сільван                         |
| 2014 | ф  | Бодибілдер                   | Bodybuilder                              | Антуан Морель                   |
| 2014 | ф  | Валентин, Валентин           | Valentin Valentin                        | Валентин Фонтен                 |
| 2015 | ф  | Вивчити напам'ять            | La vie en grand                          | паркувальник                    |
| 2015 | ф  | Діпан                        | Dheepan                                  | Брагім                          |
| 2016 | ф  |                              | Liens complexes                          | П'єр Молар                      |
| 2016 | ф  | Ноктюрама                    | Nocturama                                | Грег                            |

## Визнання
| Рік          | Категорія                     | Фільм                        | Результат |
| ------------ | ----------------------------- | ---------------------------- | --------- |
| Премія Сезар |                               |                              |           |
| 2007         | Найперспективніший актор      | Пасажир                      | Номінація |
| 2010         | Найперспективніший актор      | Я щасливий, що моя мати жива | Номінація |
| 2016         | Найкращий актор другого плану | Діпан                        | Номінація |